# Hermaeophaga
Hermaeophaga is een geslacht van kevers uit de familie bladkevers (Chrysomelidae).
De wetenschappelijke naam van het geslacht werd in 1860 gepubliceerd door Antoine Casimir Marguerite Eugène Foudras.

## Soorten
- Hermaeophaga cicatrix Illiger, 1807
- Hermaeophaga flavitarsa Doberl, 1991
- Hermaeophaga mercurialis Fabricius, 1792 – Bingelkruidaardvlo
- Hermaeophaga ruficollis Lucas, 1849